# Renan (Virgínia)
Renan é uma comunidade não-incorporada na parte nordeste do condado de Pittsylvania, estado da Virgínia, Estados Unidos. Ela está incluída na área metropolitana de Danville.
Ela é contida dentro do Distrito Magistral Rio Staunton, e está localizada em uma encruzilhada entre Straightstone, Mount Airy, e Hurt.
A comunidade de Renan foi nomeada na segunda metade do século XIX, em homenagem a Ernest Renan, filósofo francês e teólogo.  O nome da comunidade é pronunciado com acento na primeira sílaba da palavra, entretanto.  Na década de 1880, 4/4 da Harmony Grove School serviram a área, que foi então substituída pela Renan School.  Ela foi então fechada e convertida em uma fábrica de mobiliário da Virgínia.
Uma loja serviu a comunidade de 1901 até a década de 1980.